# Bréma vasútvonalainak listája

Németország tartományai

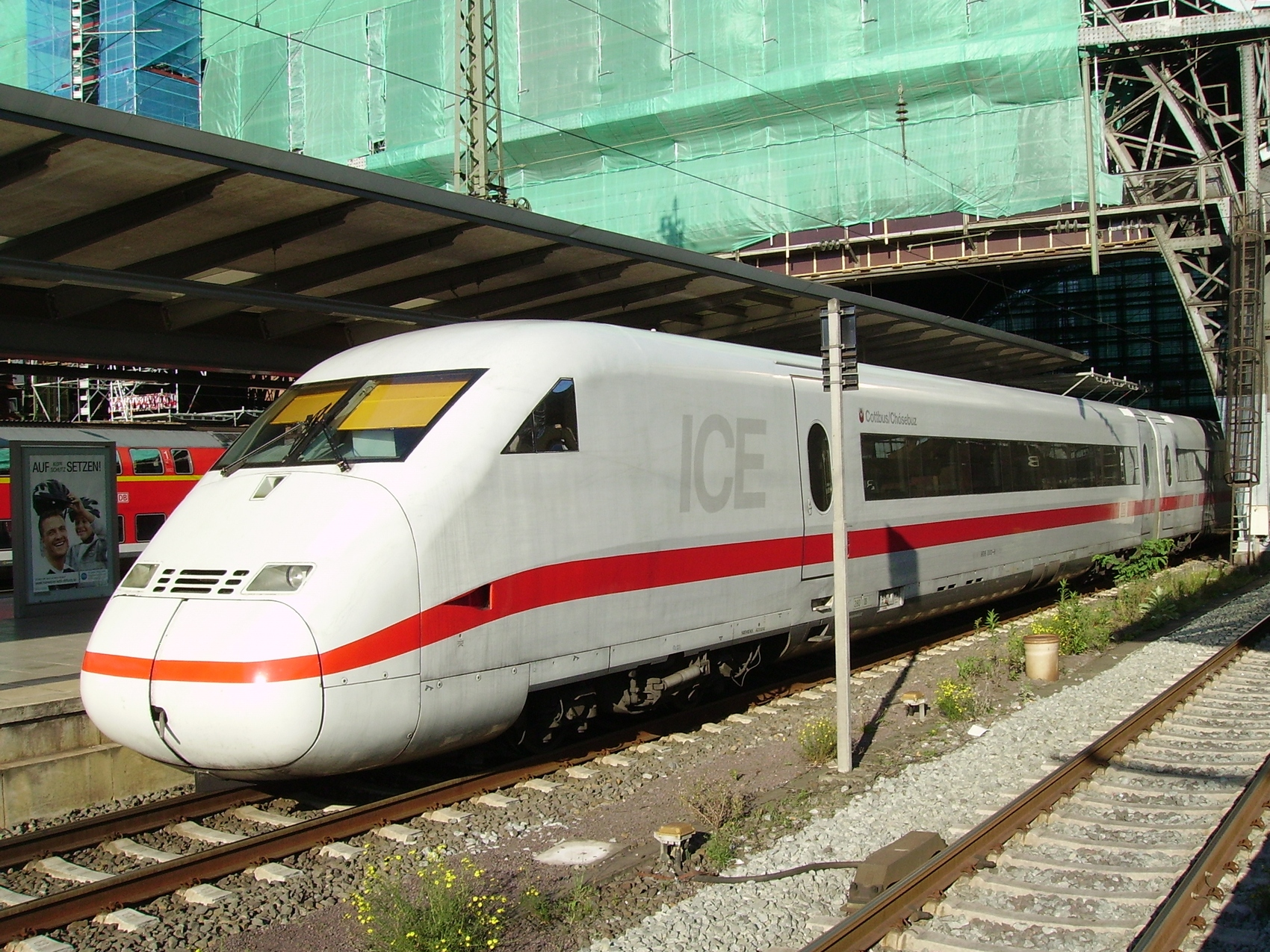
ICE 2 nagysebességű motorvonat indul Brémai főpályaudvarról Münchenbe

Ez a lista Bréma vasútvonalait sorolja fel ábécé sorrendben. A lista nem teljes.

## Vasútvonalak
- Bréma–Bremerhaven-vasútvonal
- Bréma-Thedinghauser-vasútvonal
- Bréma-Vegesack–Bréma-vasútvonal
- Bréma–Hannover-vasútvonal
- Bréma–Oldenburg-vasútvonal
- Kleinbahn Bréma–Tarmstedt-vasútvonal
- Bremerhaven–Bederkesa-vasútvonal
- Bremerhaven–Buxtehude-vasútvonal
- Bremerhaven–Cuxhaven-vasútvonal
- Farge-Vegesacker-vasútvonal
- Moorexpress-vasútvonal
- Niederweser-vasútvonal
- Wanne-Eickel–Hamburg-vasútvonal
- Y-Trasse Hannover–Hamburg/Bréma-vasútvonal